# Kindelbrück
Kindelbrück är en kommun och ort i Landkreis Sömmerda i förbundslandet Thüringen i Tyskland.
Kindelbrück var en stad med 1 894 invånare 2018 fram till den 1 januari 2019 när den tillsammans med kommunerna Bilzingsleben, Frömmstedt, Herrnschwende och Kannawurf bildade den nya kommunen Kindelbrück.
Kommunen ingår i förvaltningsgemenskapen Kindelbrück tillsammans med kommunerna Büchel, Griefstedt, Günstedt och Riethgen.